# Notora
Il Notora (in russo Нотора?; in lingua sacha: Нуотара) è un fiume della Siberia orientale, affluente di sinistra dell'Aldan (bacino idrografico della Lena). Si trova in Russia, nella Sacha (Jacuzia).
Il fiume scorre prevalentemente in direzione orientale; sfocia nel fiume Aldan a 706 km dalla sua foce nella Lena. La lunghezza del Notora è di 308 km, l'area del suo bacino è di 7 440 km². La sua portata media, a 37 km dalla foce, è di 7 m³/s.